# 格但斯克

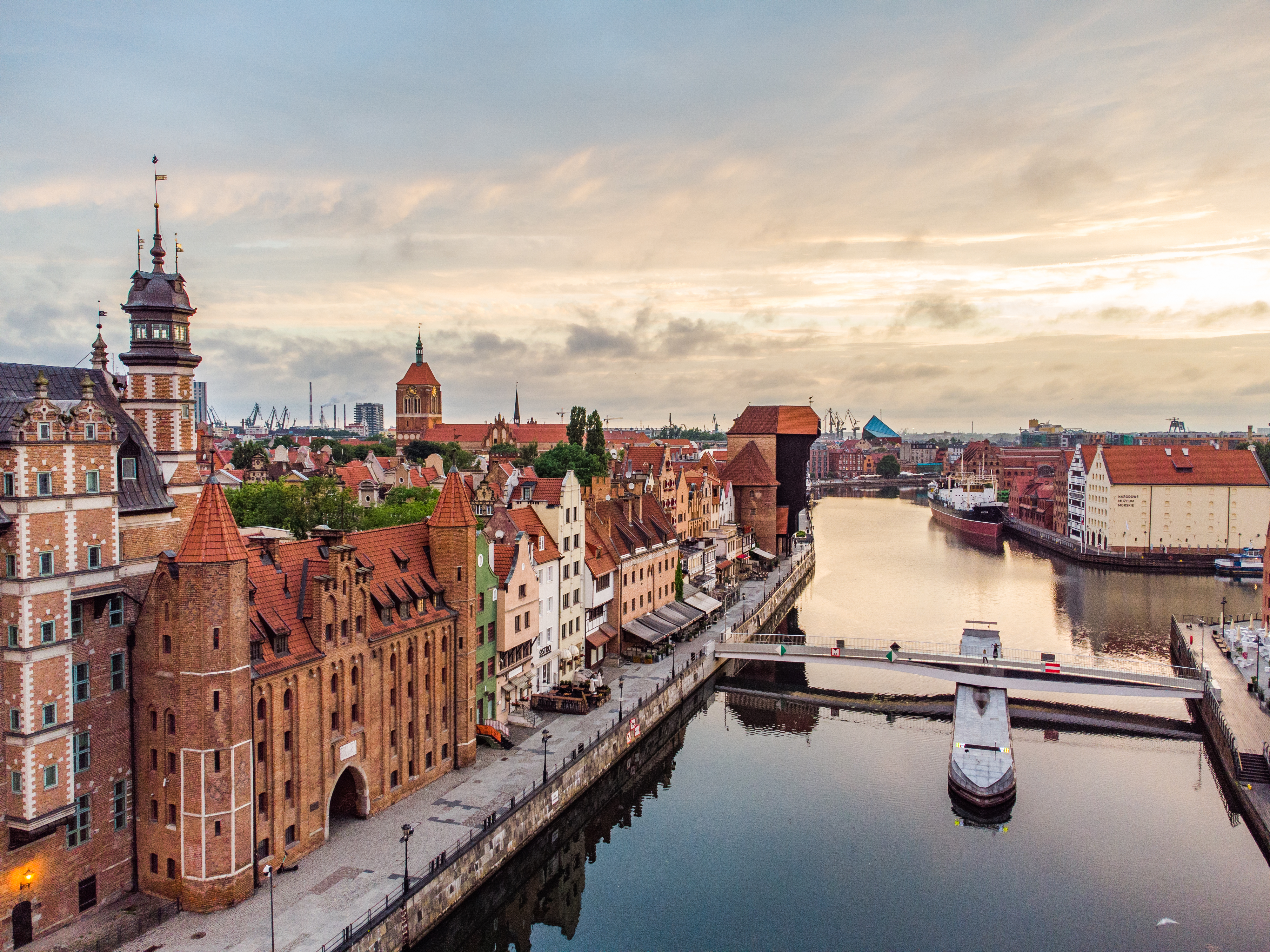
河畔风光

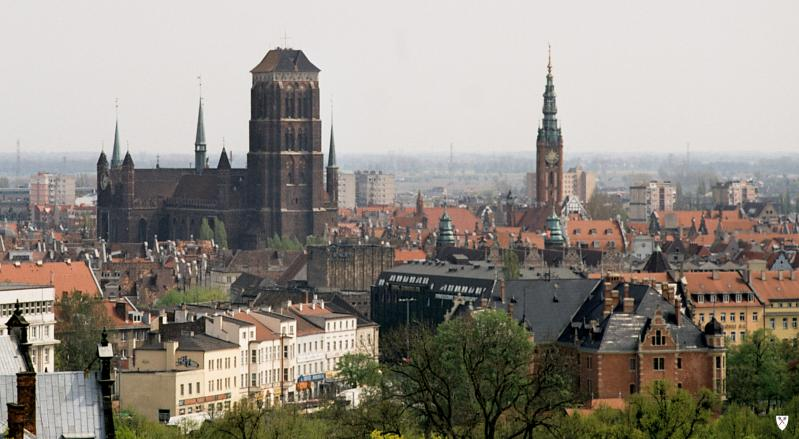
市容

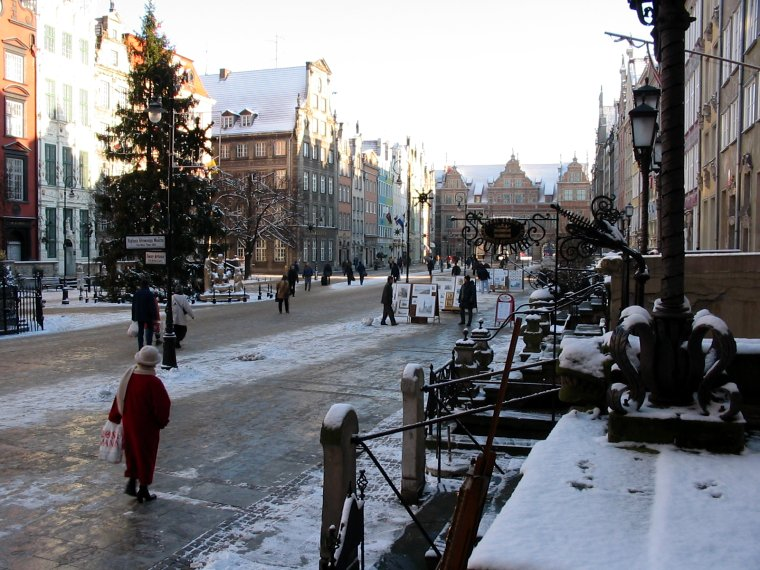
长广场

格但斯克（波蘭語：Gdańsk；又译革但斯克），德语称但泽，是波兰波美拉尼亚省的省会，也是该国北部沿海地区的最大城市和最重要的港口。格但斯克約有49萬名居民，并且与附近的格丁尼亚和索波特联合组成三联市都会区，人口总数超过130万。
在汉萨同盟时代以来的600多年间，格但斯克始终是波罗的海沿岸地区一个重要的航运与贸易中心。虽然在历次的战争中曾经几度衰落，但是，在每次衰落之后不久，格但斯克都能够利用它的区位优势，恢复过去的繁荣。现在，它仍然保持着波兰重要航运与工业中心的地位。
格但斯克这座城市在欧洲政治、军事与外交史上，历来属于最受人关注的焦点之一。600多年來，一直是日耳曼和斯拉夫两大民族之间反复争夺的主要焦点。1939年9月1日，纳粹德国的军舰炮击但泽的波兰基地，标志着第二次世界大战的正式爆发。战后，根据美英苏三强制定的雅尔塔协定，重新划分了欧洲各国的版图，格但斯克也结束了居民以德意志新教徒为主的局面，几乎完全换了一批新市民，变成一个波兰化城市。
格但斯克还是世界闻名的团结工会的发祥地，这是社会主义国家中第一个真正独立的政治组织，在1989年东欧社会主义阵营结束共产主义对其统治的过程中扮演了极为重要的角色。

## 市名
格但斯克的波兰语名字是Gdańsk，而在当地卡舒比语中则称为Gduńsk，可能是指“位於格但尼亚河边的城镇”。歷史上格但斯克的德国人数量占优势，而且它在1792年至1919年间曾先后成为普鲁士王国和德意志帝国的一部分，因此这座城市的德语名称但泽（Danzig）也被广泛地使用。城市的拉丁语名字可以是Gedania、Gedanum或Dantiscum中的一个。

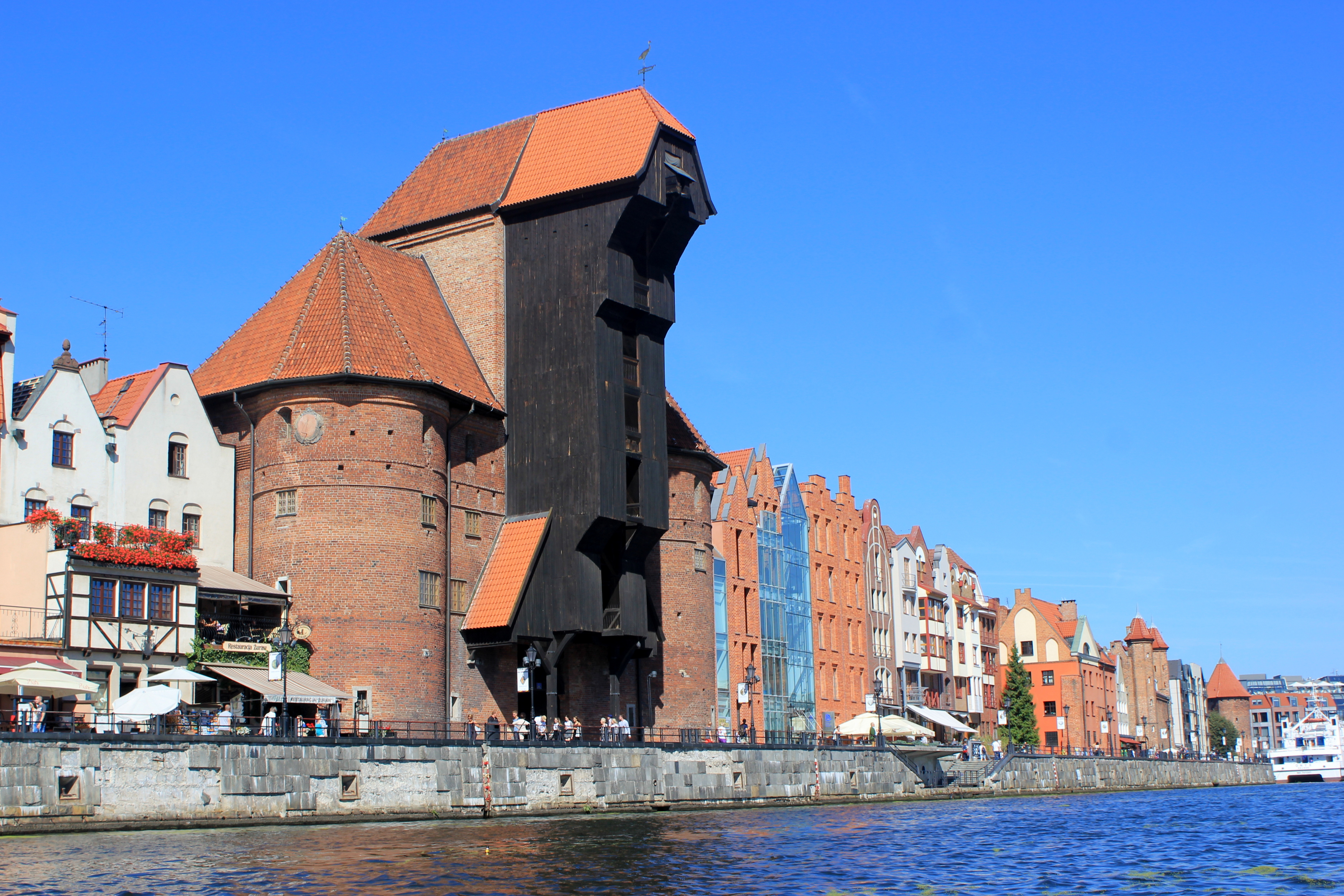
格但斯克的中世纪港口老起重机

### 历史文件
格但斯克这个名称同其它许多欧洲城市一样，格但斯克在历史上有过许多不同的名字。在公元997年后，这一城市名称才正式被确定。随后又曾被写作Kdanzk（1148），Gdanzc（1188），Gdansk（1236），Danzc（1263），Danczk（1311, 1399, 1410, 1414–1438），Danczik（1399, 1410, 1414），Danczig（1414），Gdansk（1454, 1468, 1484），Gdansk（1590），Gdąnsk（1636），在拉文语文件中还写成Gedanum或Dantiscum。这些早期记载表明波美拉尼亚名称是Gduńsk，波兰语名称Gdańsk，德语名称是Danzig。
在中世纪和近代早期文献中的其它的拼写方法还包括Gyddanyzc，Kdansk，Gdanzc，Dantzk，Dantzig，Dantzigk，Dantiscum和Gedanum。正式的拉丁语名字Gedanum也同时被使用着。

### 特别的名称
在某些特定场合，也称为王家波兰城市格但斯克（波兰语：Królewskie Polskie Miasto Gdańsk，德语：Königliche Polnische Stadt Danzig，拉丁语：Regia Civitas Polonica Gedanensis，卡舒比语：Królewsczi Polsczi Gard Gduńsk）。
卡舒比人（波兰北部人）则比较青睐：我们的首都格但斯克（Nasz Stoleczny Gard Gduńsk）或卡舒比首都格但斯克（Stoleczny Kaszëbsczi Gard Gduńsk）这样的称谓。

## 历史
波美瑞利亚公国 1227–1282

 波兰王国 1282–1308

 条顿骑士团国 1308–1410

 波蘭王国 1410–1411

 条顿骑士团国 1411–1454

 波蘭王国 1454–1569

 波立联邦 1569–1793

 普鲁士王国 1793–1807

 但泽自由市 1807–1814

 普鲁士王国 1814–1871

 德意志帝国 1871–1918

 魏玛共和国 1918–1920

 但泽自由市 1920–1939

 纳粹德国 1939–1945

 波兰人民共和国 1945–1989

格但斯克在历史上最引人注目之处，就是自从1308年德意志条顿骑士团征服该市以后的六百多年间，它一直是德意志和波兰两大民族反复争夺的焦点。由于它控制了维斯瓦河的入海口，它是波兰最理想的出海口；同时它也是联结东普鲁士地区和德国大部分领土的咽喉要地。因此波德两国均将该市视为自己的生命线，每次战争之后，失去这座城市的一方引为奇耻大辱，积极备战，于是又引发下一次的战争。在两次世界大战之间，国际社会试图解决这一问题，将这里变成一个在国际联盟保护下的半独立的自由市。但这样的解决方案却使得波德两国均无法满意。
以下是曾经统治这座城市的政权列表：

### 波美拉尼亚公国
考古学家认为，格但斯克要塞是在980年代由波兰国王梅什科一世所建立。但最近又有人认为997年才是该市的成立日期，因为在那一年，波兰国王波列斯瓦夫一世派圣人布拉格阿达尔贝特为格但斯克居民施洗。

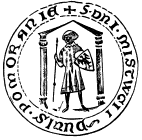
波美拉尼亚格但斯克公爵的徽章

此后，格但斯克是波美拉尼亚公爵统治下的一个波兰割据公国的主要中心。其中最为著名的公爵是斯威托佩克二世，他于1235年左右批准通过了格但斯克的自治宪章，当时该市有2,000名居民。到1308年之前，格但斯克已经发展成为一个繁荣的贸易城市，拥有10,000名居民，当时歐洲很少有城市能够达到这样的人口规模。

### 条顿骑士团（1308年－1454年）
1308年11月13日，条顿骑士团征服了这座繁荣的城市，制造了格但斯克大屠杀。这次屠杀导致了该市的衰落，并引发了条顿骑士和波兰之间一系列的战争，直到1343年签订和约，条顿骑士承认他们占领的波美拉尼亚是他们从波兰国王那里接受的“救济”。尽管仍然存在一些法律方面关于领地财产归属权的争议，但是这个协议最终确立了格但斯克在1343年成立了市政当局，并发展了波兰经维斯瓦河进口粮食的贸易路线。
在条顿骑士控制的年代，这座城市的规模和贸易得到了恢复和发展，日耳曼人的影响也增加了。德语名称“但泽”逐渐取代了该市的波兰名称“格但斯克”。1361年，但泽成为汉萨同盟成员之一，并成为汉萨同盟中普鲁士和立窝尼亚商圈的首席城市，贸易范围包括普鲁士、波罗的海东岸的条顿骑士团领地、以及波兰和瑞典。
1409年，条顿骑士团和波兰之间又爆发了新的战争，这场战争结束于1410年的古伦瓦尔德之战，该市大部分一度归属于波兰国王直接管理。一年以后的1411年，托伦和约签订，但泽又回到条顿骑士的管理之下。1440年，但泽参与建立了普鲁士邦聯。
1454年，接受波兰保护的普鲁士联邦对1410年坦能堡战役之后条顿骑士团的政策感到不满，十三年战争（1454年－1466年）爆发。在战争中，这些城市依赖骑士团城堡进行战斗，夺取了托伦。波兰国王面临困境，聚集了一支军队，在柯尼兹战役中又被击败。但是随着战事的开展，最终造成条顿骑士团在经济上无法支撑。在战争的间歇，1457年5月25日，该市被并入“王室普鲁士” - 接受波兰王国的保护，同时保持其自治市的独立地位。这个海港首次获得进入波兰市场的特权，同时保持与汉萨同盟其他城市之间繁荣的贸易。1466年，条顿骑士团战败，波兰与普鲁士签署了第二次托伦和约，条顿骑士团只保留了东普鲁士的残余领土，但被迫效忠波兰国王，成为波兰的附庸国，称为普鲁士公国，并且被迫割让包括但泽和马林堡、埃尔布隆格和瓦尔米亚在内的普鲁士西部。这些地区和前波美拉尼亚公国以及托伦一起，被称为“王室普鲁士”，在波兰国王之下，但泽、托伦和埃尔布隆格三个共和政体的城市继续享有在战争期间已经部分获得的广泛的政治、经济和文化的内部自治权。其中包括1457年国王卡西米尔四世授予该市的所谓“非常荣幸”（Große Privileg）。
在1470年，为了备战，该市装备了汉萨同盟的第一艘大型卡拉维尔帆船，法国制造的“但泽的彼得”。
在1522年，改革新教牧师雅各·海格开始在格但斯克推行宗教改革。
1569年的卢布林联盟威胁到格但斯克的自主权，在无数的冲突，格但斯克继续声称自主。因此，1576年新国王斯特凡·巴托里宣布沒收但澤的權利，並把波蘭王國的貿易出入口，改設於埃爾布隆格——另一座港口都市。作為反擊，但澤與其同盟的丹麥海軍，輕易的擊敗了波蘭貧弱的艦隊，封鎖波蘭的港口，並暢通了但澤的海運。但是，巴托里的大軍仍持續從三面包圍但擇，這一圍就是六個多月。這樣的局面持續到隔年（1577年）四月，才因巴托里在會戰中大敗但澤陸軍而開創新局。雖然巴托里打算乘勝砲轟但澤市，但卻因但澤軍七月的突擊而毀掉了大半火砲。雙方最終於年底達成妥協：斯特凡·巴托里承認城市的特殊地位和獲前王承認的但澤法；但澤市承認他是波蘭的統治者，並支付了巨額賠款（共計200,000金古爾登）。但澤後來在波蘭與瑞典和沙俄交戰時，繼續保持對波蘭立陶宛聯邦的忠誠，並在聯邦需要的時候提供援助。
波蘭國會在1585年十一月26日修正城市法規之後，但澤正式成為聯邦中擁有最多特權的城市。

### 波兰的王室普鲁士（1454年－1793年）
16世纪和17世纪是但泽贸易和文化的黄金时代。在波兰国王雅盖隆王朝的卡西米尔四世的皇家宪章庇护下，又有便捷的维斯瓦河内河水运可以连通整个波兰市场，但泽再次发展成为一个繁荣的大型国际性海港城市。国际贸易的繁荣，使得这座城市聚集了各个民族的居民：包括德国人、波兰人、犹太人和荷兰人，他们都对这个时期但泽的地位确立和文化繁荣做出了自己的贡献。
得到但泽这个港口，对于波兰的意义相当重大。首先，这直接刺激了波兰粮食的对外出口，促使贵族庄园纷纷建立劳役制庄园，从事商品粮食的生产。波兰的城镇里也出现了类似西欧国家的手工工场。最后，甚至波兰的首都也从维斯瓦河上游的克拉科夫迁到中游的华沙，以缩短首都与港口的距离。
在经历了200多年的黄金时代之后，进入18世纪以后，残酷的战争使得该市经济逐渐失去了活力，走向衰落。

### 普鲁士王国和德意志帝国时期（1793年－1919年）
经过1772年－1795年的一系列战争，波兰最终被俄国、普鲁士和奥地利三大强邻所瓜分。在1793年，但泽正式割让给普鲁士王国，此后直到1919年，这座城市曾经有126年是一座德国城市；其间只有1807年－1815年拿破仑占领期间短期作为但泽自由市存在。
普鲁士将但泽作为其波罗的海舰队的基地，直到1865年后迁到基尔。
1871年，但泽作为普鲁士的一部分加入了统一的德意志帝国。

### 但泽自由市（1920年－1939年）
第一次世界大战中，德国战败。战后，根据美国总统伍德罗·威尔逊提出的“14点”，协约国同意波兰重新成为一个独立的民族国家。但如果完全按照民族分布来划分国界，新成立的波兰只能是一个内陆国家，周围又被强大的敌国所包围（德國和蘇聯），将非常不利于它的生存。波兰人根据地理形势，希望重新得到这座城市作为波兰天然的出海口。波兰的愿望得到了协约国的支持。然而，毕竟无法忽视这座城市的绝大部分人口都是德国人的事实，在最终各方妥协的结果——1919年的凡尔赛条约中，规定波兰得到通往波罗的海的狭长的波兰走廊（位于但泽以西，包括格丁尼亚在内），而但泽成立自由市，一个在国际联盟保护下的半独立的准国家。但泽自由市于1920年11月15日正式成立，管理内政的权力自然而然地落到了占绝对多数的德国居民手中，但自由市的外部事务在很大程度上受到波兰的控制。自由市发行自己的邮票和货币，货币上刻有铭文「但泽自由市」，以及该市的东方海运和历史的标志。
1923年的人口统计表明，在但泽自由市的居民中，超过95%的人口为德意志人，而波兰人的比重只有3%。
| 1923年11月但泽自由市的人口构成 | 1923年11月但泽自由市的人口构成 | 1923年11月但泽自由市的人口构成 | 1923年11月但泽自由市的人口构成 | 1923年11月但泽自由市的人口构成 | 1923年11月但泽自由市的人口构成 | 1923年11月但泽自由市的人口构成 | 1923年11月但泽自由市的人口构成 |
| ------------------------------ | ------------------------------ | ------------------------------ | ------------------------------ | ------------------------------ | ------------------------------ | ------------------------------ | ------------------------------ |
| 民族                           | 总计                           | 德意志人                       | 德波混血                       | 波兰人、卡舒比人               | 俄罗斯人、乌克兰人             | 犹太人                         | 其他                           |
| 市内                           | 335,921                        | 327,827                        | 1,108                          | 6,788                          | 99                             | 22                             | 77                             |
| 附近地区                       | 30,809                         | 20,666                         | 521                            | 5,239                          | 2,529                          | 580                            | 1,274                          |
| 总计                           | 366,730                        | 348,493                        | 1,629                          | 12,027                         | 2,628                          | 602                            | 1,351                          |
| 百分比                         | 100 %                          | 95,03%                         | 0,44 %                         | 3,28 %                         | 0,72 %                         | 0,16 %                         | 0,37 %                         |

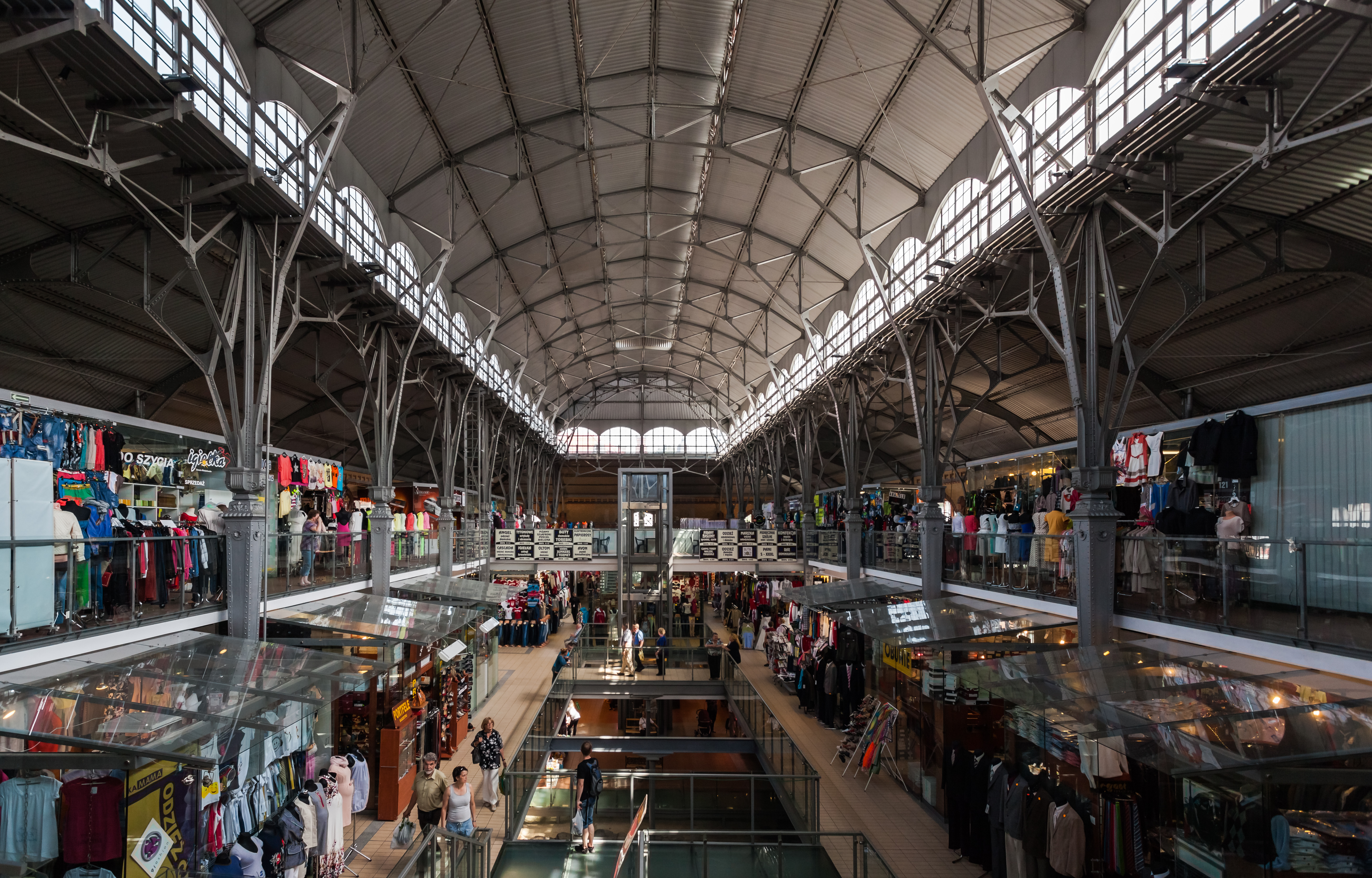
格但斯克的集中市場

但是，无论是波兰还是德国，对这样的安排都并不满意。对于波兰人来说，但泽自由市的存在在事实上阻塞了波兰贸易，加上对定居该市的波兰人的限制，于是波兰政府决定在该市以西波兰走廊的部位新建格丁尼亚港口，不久这个新港口就占据了波兰海运出口总额的大部分份额。而对于德国人来说，失去了但泽和“波兰走廊”地区，就使得德国领土被分成了不相连接的两块，连接德国大部分领土与东普鲁士之间的咽喉被“掐断”，位于“波兰走廊”和但泽自由市之东的东普鲁士成为一片孤岛。当地占多数的德国人甚至无权向其他有争议的地区一样举行公投，决定自己的归属。因此，许多德国人一直对此耿耿于怀，在战后的德国引起了许多争议和复仇思想。
1939年3月15日，希特勒兼并了捷克斯洛伐克，随即要求波兰归还但泽、并解决波兰走廊问题，获得连接波美拉尼亚和东普鲁士的通道，把德國版圖統一，这个要求立即遭到波兰的拒绝。4月3日，希特勒秘密制定了白色行动计划，准备不惜用军事手段夺取但泽。7月30日，法国外交部长和英国首相张伯伦分别警告希特勒，他如果真的这么做的话，将导致一场战争。但泽危机日趋严重。当然，有关的各国都很清楚，将要发生的这场战争必然是一场世界大战。

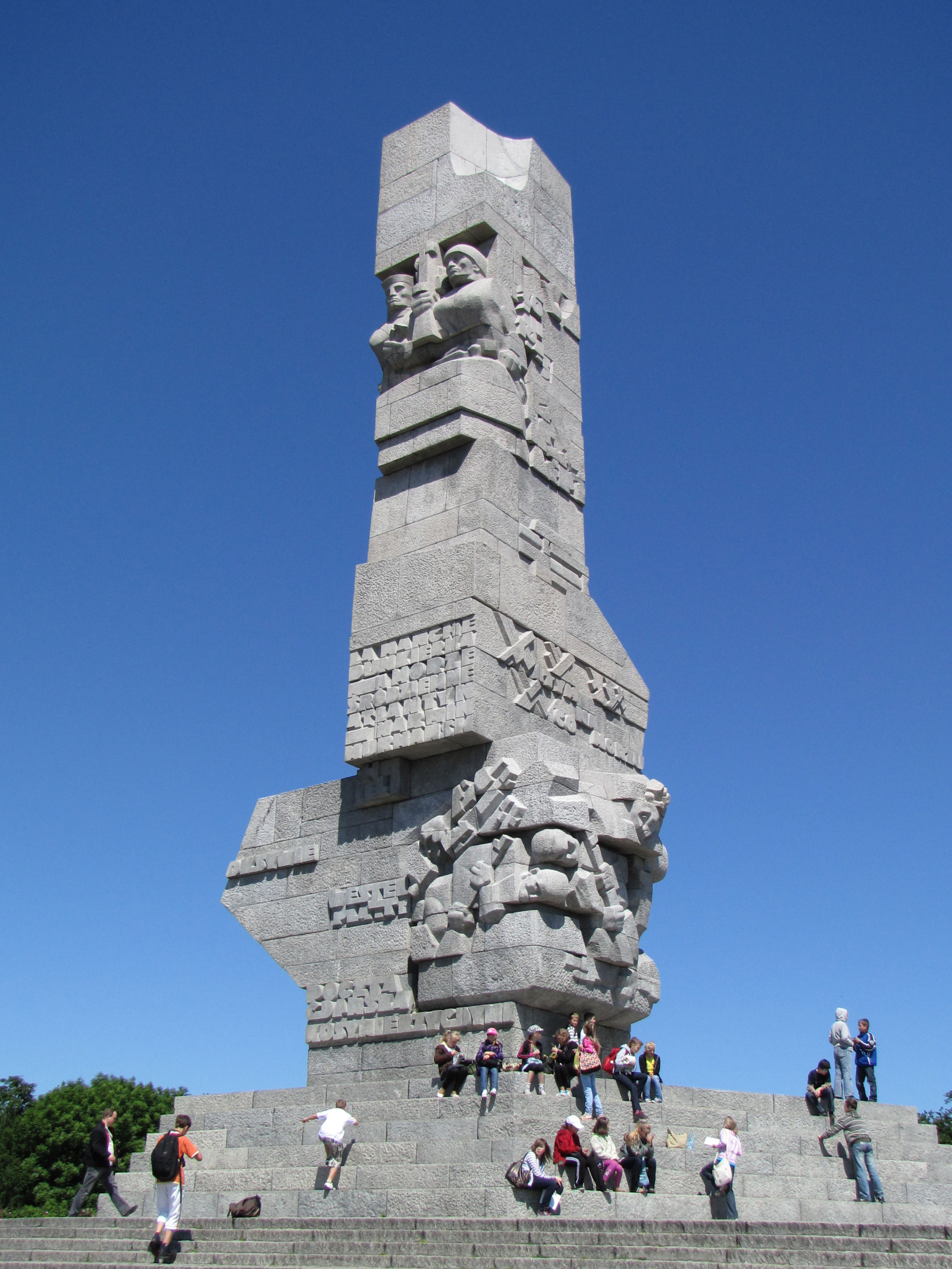
西盘半岛的战争纪念碑

### 第二次世界大战（1939年－1945年）
1939年9月1日凌晨4时45分，停泊在但泽港外伪装成前来友好访问的德国无畏舰石勒苏益格-荷尔斯坦因號突然炮击驻扎在但泽西盘半岛的波兰军队，1小时后，德军地面部队从北、西、西南三面发起了全线进攻，但泽的战斗标志着第二次世界大战的正式爆发。孤立无援的波兰抵抗者在西盘半岛坚持抵抗了将近一周，直到弹药用尽。许多但泽波兰人和卡舒比人被关进但泽附近的施图特霍夫集中营或在皮亚斯尼卡森林处死。该市随即被纳粹德国收復，并入但泽-西普鲁士帝国大區。
大部分但泽犹太人在战斗开始前夕得以迅速逃离。早在1936年，德国秘密警察已经开始监视波兰人团体，1939年就根据搜集的情报，抓捕名单上的波兰人。纳粹侵入后，对波兰人的大逮捕开始了。战争的第一天大约有1,500人被捕，主要是活跃在社会经济生活和波兰组织的成员的波兰人。9月2日，其中150人被关进施图特霍夫集中营，在那里大部分人最终被杀害。
第二次世界大战结束前夕的1945年春，德國建立東普魯士軍團企圖保衛但澤，然而苏联红军通過猛烈的攻勢从纳粹手中攻占该市，東普魯士軍團在但澤灣投降。激烈的战斗使得90％的城市在战争期间变为废墟，25％的战前人口死亡。根据雅尔塔和波茨坦协定，格但斯克在普鲁士和德国统治了152年以后成为波兰领土。

二战后波兰的领土变更，白色部份為波蘭戰役後德國吞併的部份

### 併入波兰
1945年以后，这座城市的人口结构发生了根本性的转变，原有的主体居民——德意志人在战争中的死亡率达到25％，幸存下来的德意志居民被苏联红军驱逐到奥得河以西的德国剩余领土（详见奥得河-尼斯河线），取代他们的新居民几乎全部都是波兰人，其中大部分都是从波兰东部割让给苏联的大片地区，特别是波兰历史名城利沃夫（今属乌克兰）迁来，他们绝大部分都是天主教徒。
格但斯克的老城在战争中几乎完全成为废墟，但在1950年代和1960年代被精心地重建起来，因此仍然保持了原有的风格和魅力。在波蘭統一工人黨的领导下，格但斯克被定位为波兰人民共和国的主要航运和工业中心，发展了它的港口和3个主要造船厂。
由于西德总理维利·勃兰特所推行的德国-波兰和解政策（东方政策），1970年，波兰与西德签订了华沙条约，承认奥德河—尼斯河线是波兰的实际边界。德国与波兰边界问题的最后解决尚要等到1990年11月14日，亦即《最终解决德国问题条约》簽署後不久，联邦德国与波兰签署《德波邊界條約》，德国宣布正式放弃对奥德河—尼斯河线以东所有由波兰管理的原德国领土的要求。至此，将近700年来对于格但斯克这座城市归属的长期争议才终于划上了句号。

### 团结工会
战后在共产党统治下的格但斯克，由于集结了大批的产业工人，曾经多次成为工人运动的发源地，发生过多次罢工工人与政府之间的激烈对抗与流血事件。1970年，格但斯克成为波兰反政府示威游行的舞台，最终导致波兰共产党领导人哥穆尔卡的下台。10年后，1980年8月，这座城市的格但斯克列宁造船厂成为世界闻名的团结工会（Solidarność）的发源地，当时数以万计的造船工人在列赫·瓦文萨的领导下，组织了声势浩大的大规模罢工行动，与以往历次大罢工不同的是：这一次他们采取了更加大胆的步骤——组织了一个不受政府控制的独立工会——团结工会 ，这是社会主义国家中第一个真正独立的政治组织。该组织迅速成为强大的政治势力，在9年后结束共产党在波兰的统治（1989年）的过程中扮演了极为重要的角色。
1990年，瓦文萨当选成为波兰共和国总统。

## 地理

### 位置
格但斯克位于波兰的北部，北面以格但斯克湾濒临波罗的海，这是一个略呈半圆形的海湾，位于波罗的海的东南部，部分以海尔半岛与波罗的海的主体相分隔，有波兰最大的河流维斯瓦河注入。维斯瓦河的河口分出许多道汊流，格但斯克的市区就位于干流左侧的一道汊流——摩特拉瓦河（Motława）两岸，河岸地带是这座港口城市的发祥地。
格但斯克市本身的面积是683平方公里。在20世纪，格但斯克附近新建了2座城市：索波特——国际休假胜地和文化中心；格丁尼亚——1920年代波兰新建的港口城市。这3座城市连同其郊区，在20世纪后期逐渐发展形成了一个人口超过100万的都市圈，称为大格但斯克或三联市。

### 地形
格但斯克的地形与波兰的大部分地区一样，为大面积开阔的平原；并且，由于地处维斯瓦河入海口的三角洲地区，这里的地势比波兰其他地方更为低平，海拔高度只有7—13米。附近分布着大片的沼泽、湿地。不过，在距离但格但斯克不远的Wieżyca，也有海拔达到329米的丘陵，那是北德平原的最高点，属于典型的冰碛丘陵。
格但斯克所濒临的波罗的海是一个大型内海，盐分极低，潮差极小，几乎从未发生过巨大的暴风浪。格但斯克附近地区的海岸类型属于沉积海岸，沿岸分布着众多的沙嘴、沙洲、沙丘和沙滩。
从20世纪后期开始，格但斯克附近的海平面平均已经上升了18.4厘米。波兰科学家忧虑，在100年内，波罗的海的海平面还将上升至少50厘米，由此可能造成灾难，波罗的海终将淹没格但斯克附近的湿地。

### 气候
格但斯克位于西风带，常年受到大西洋湿润空气的影响，因此虽然纬度很高，但气候类型仍属于温带海洋性气候，年平均气温为12.8℃，1月平均气温为-2.4℃，一月平均日最低气温为-3.4℃，如果与大致同纬度的典型大陆性气候地区，如中国最北部的黑龙江省漠河相比，显然要温暖得多；而七月平均气温17.3℃，平均日最高气温为21.0℃，相当凉爽宜人。格但斯克的年均降雨日数高达162天，常常阴雨连绵，但年降水总量并不算太多，只有590毫米。降水以5—10月较为丰沛。
| Gdańsk-Rębiechowo（1991–2020正常值，1975年至今极端数据） | Gdańsk-Rębiechowo（1991–2020正常值，1975年至今极端数据） | Gdańsk-Rębiechowo（1991–2020正常值，1975年至今极端数据） | Gdańsk-Rębiechowo（1991–2020正常值，1975年至今极端数据） | Gdańsk-Rębiechowo（1991–2020正常值，1975年至今极端数据） | Gdańsk-Rębiechowo（1991–2020正常值，1975年至今极端数据） | Gdańsk-Rębiechowo（1991–2020正常值，1975年至今极端数据） | Gdańsk-Rębiechowo（1991–2020正常值，1975年至今极端数据） | Gdańsk-Rębiechowo（1991–2020正常值，1975年至今极端数据） | Gdańsk-Rębiechowo（1991–2020正常值，1975年至今极端数据） | Gdańsk-Rębiechowo（1991–2020正常值，1975年至今极端数据） | Gdańsk-Rębiechowo（1991–2020正常值，1975年至今极端数据） | Gdańsk-Rębiechowo（1991–2020正常值，1975年至今极端数据） | Gdańsk-Rębiechowo（1991–2020正常值，1975年至今极端数据） |
| 月份                                                     | 1月                                                      | 2月                                                      | 3月                                                      | 4月                                                      | 5月                                                      | 6月                                                      | 7月                                                      | 8月                                                      | 9月                                                      | 10月                                                     | 11月                                                     | 12月                                                     | 全年                                                     |
| -------------------------------------------------------- | -------------------------------------------------------- | -------------------------------------------------------- | -------------------------------------------------------- | -------------------------------------------------------- | -------------------------------------------------------- | -------------------------------------------------------- | -------------------------------------------------------- | -------------------------------------------------------- | -------------------------------------------------------- | -------------------------------------------------------- | -------------------------------------------------------- | -------------------------------------------------------- | -------------------------------------------------------- |
| 历史最高温 °C（°F）                                      | 11.8 (53.2)                                              | 15.1 (59.2)                                              | 19.9 (67.8)                                              | 28.4 (83.1)                                              | 30.4 (86.7)                                              | 34.6 (94.3)                                              | 34.6 (94.3)                                              | 35.7 (96.3)                                              | 31.7 (89.1)                                              | 21.8 (71.2)                                              | 14.6 (58.3)                                              | 12.3 (54.1)                                              | 35.7 (96.3)                                              |
| 平均最高温 °C（°F）                                      | 7.7 (45.9)                                               | 8.5 (47.3)                                               | 15.0 (59.0)                                              | 22.1 (71.8)                                              | 26.0 (78.8)                                              | 28.8 (83.8)                                              | 29.6 (85.3)                                              | 30.2 (86.4)                                              | 25.1 (77.2)                                              | 19.1 (66.4)                                              | 11.9 (53.4)                                              | 8.5 (47.3)                                               | 31.7 (89.1)                                              |
| 平均高温 °C（°F）                                        | 1.2 (34.2)                                               | 2.2 (36.0)                                               | 6.1 (43.0)                                               | 12.4 (54.3)                                              | 17.3 (63.1)                                              | 20.5 (68.9)                                              | 22.5 (72.5)                                              | 22.4 (72.3)                                              | 17.8 (64.0)                                              | 12.1 (53.8)                                              | 6.2 (43.2)                                               | 2.8 (37.0)                                               | 11.9 (53.4)                                              |
| 日均气温 °C（°F）                                        | −1.4 (29.5)                                              | −0.8 (30.6)                                              | 1.8 (35.2)                                               | 6.9 (44.4)                                               | 11.9 (53.4)                                              | 15.5 (59.9)                                              | 17.7 (63.9)                                              | 17.3 (63.1)                                              | 12.9 (55.2)                                              | 8.0 (46.4)                                               | 3.4 (38.1)                                               | 0.1 (32.2)                                               | 7.7 (45.9)                                               |
| 平均低温 °C（°F）                                        | −3.7 (25.3)                                              | −3.2 (26.2)                                              | −1.1 (30.0)                                              | 2.5 (36.5)                                               | 6.9 (44.4)                                               | 10.5 (50.9)                                              | 13.1 (55.6)                                              | 12.8 (55.0)                                              | 9.2 (48.6)                                               | 5.2 (41.4)                                               | 1.6 (34.9)                                               | −1.5 (29.3)                                              | 4.3 (39.7)                                               |
| 平均最低温 °C（°F）                                      | −15.3 (4.5)                                              | −13.0 (8.6)                                              | −9.7 (14.5)                                              | −3.9 (25.0)                                              | 0.1 (32.2)                                               | 4.3 (39.7)                                               | 7.9 (46.2)                                               | 7.5 (45.5)                                               | 3.2 (37.8)                                               | −2.1 (28.2)                                              | −5.3 (22.5)                                              | −10.1 (13.8)                                             | −18.6 (−1.5)                                             |
| 历史最低温 °C（°F）                                      | −26.1 (−15.0)                                            | −26.3 (−15.3)                                            | −18.5 (−1.3)                                             | −7.7 (18.1)                                              | −4.3 (24.3)                                              | 1.5 (34.7)                                               | 2.1 (35.8)                                               | 4.5 (40.1)                                               | −0.9 (30.4)                                              | −6.0 (21.2)                                              | −14.1 (6.6)                                              | −19.7 (−3.5)                                             | −26.3 (−15.3)                                            |
| 平均降水量 mm（）                                        | 38.1 (1.50)                                              | 31.6 (1.24)                                              | 35.5 (1.40)                                              | 30.1 (1.19)                                              | 53.4 (2.10)                                              | 59.3 (2.33)                                              | 96.3 (3.79)                                              | 61.0 (2.40)                                              | 66.0 (2.60)                                              | 57.1 (2.25)                                              | 51.2 (2.02)                                              | 43.5 (1.71)                                              | 622.1 (24.49)                                            |
| 平均降水天数（≥ 1 mm）                                   | 7.7                                                      | 7.2                                                      | 7.2                                                      | 5.8                                                      | 7.6                                                      | 8.2                                                      | 8.6                                                      | 7.8                                                      | 8.0                                                      | 8.7                                                      | 8.1                                                      | 8.7                                                      | 92.8                                                     |
| 来源：meteomodel.pl                                      |                                                          |                                                          |                                                          |                                                          |                                                          |                                                          |                                                          |                                                          |                                                          |                                                          |                                                          |                                                          |                                                          |

| GDAŃSK-RĘBIECHOWO（1951–1999） | GDAŃSK-RĘBIECHOWO（1951–1999） | GDAŃSK-RĘBIECHOWO（1951–1999） | GDAŃSK-RĘBIECHOWO（1951–1999） | GDAŃSK-RĘBIECHOWO（1951–1999） | GDAŃSK-RĘBIECHOWO（1951–1999） | GDAŃSK-RĘBIECHOWO（1951–1999） | GDAŃSK-RĘBIECHOWO（1951–1999） | GDAŃSK-RĘBIECHOWO（1951–1999） | GDAŃSK-RĘBIECHOWO（1951–1999） | GDAŃSK-RĘBIECHOWO（1951–1999） | GDAŃSK-RĘBIECHOWO（1951–1999） | GDAŃSK-RĘBIECHOWO（1951–1999） | GDAŃSK-RĘBIECHOWO（1951–1999） |
| 月份                           | 1月                            | 2月                            | 3月                            | 4月                            | 5月                            | 6月                            | 7月                            | 8月                            | 9月                            | 10月                           | 11月                           | 12月                           | 全年                           |
| ------------------------------ | ------------------------------ | ------------------------------ | ------------------------------ | ------------------------------ | ------------------------------ | ------------------------------ | ------------------------------ | ------------------------------ | ------------------------------ | ------------------------------ | ------------------------------ | ------------------------------ | ------------------------------ |
| 历史最高温 °C（°F）            | 10.8 (51.4)                    | 16.1 (61.0)                    | 24.5 (76.1)                    | 30.6 (87.1)                    | 32.3 (90.1)                    | 33.6 (92.5)                    | 36.0 (96.8)                    | 34.7 (94.5)                    | 31.4 (88.5)                    | 28.1 (82.6)                    | 21.1 (70.0)                    | 13.7 (56.7)                    | 36.0 (96.8)                    |
| 历史最低温 °C（°F）            | −26.0 (−14.8)                  | −29.8 (−21.6)                  | −18.9 (−2.0)                   | −7.5 (18.5)                    | −3.5 (25.7)                    | −0.5 (31.1)                    | 3.2 (37.8)                     | 4.4 (39.9)                     | −1.9 (28.6)                    | −7.0 (19.4)                    | −16.9 (1.6)                    | −21.0 (−5.8)                   | −29.8 (−21.6)                  |
| 来源：meteomodel.pl            |                                |                                |                                |                                |                                |                                |                                |                                |                                |                                |                                |                                |                                |

## 政治

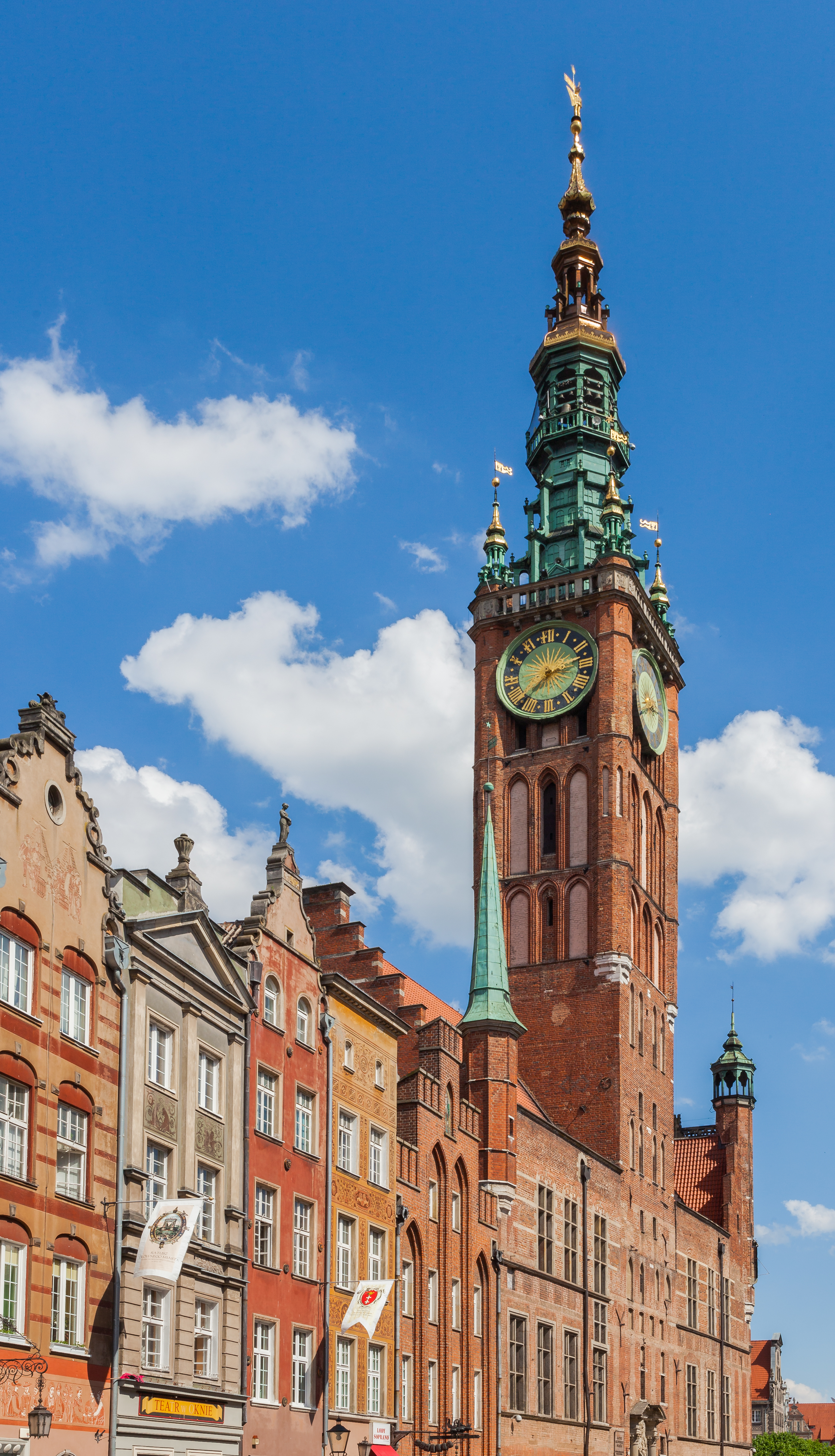
格但斯克市政厅

格但斯克是波美拉尼亚省省会。这是一个1999年新成立的省份，由格但斯克省、斯武普斯克省的大部、埃尔布隆格省的西部和比得哥什省的霍伊尼采县合并组成。和原格但斯克省相比，新成立的波美拉尼亚省的面积从7,394km²扩大到了18,293km²，人口也从1,333,800人（1980年）增加到了2,198,000人（2000年）。新省份仍有几乎一半的居民都居住在三聯市都會区。

## 人口
从14世纪初到1945年的600多年间，这座城市的绝大多数人口都是德意志人，德语是主要语言。在16世纪宗教改革以后，该市的居民以新教徒占绝对优势。根据1923年的人口统计数据，95%的市民是德意志人，只有3%的人口是波兰人。1945年以后，这座城市的民族结构和宗教信仰都发生了根本性的转变，原有的主体居民——德意志人在战争中的死亡率达到25％，幸存下来的德意志居民被苏联红军驱逐到奥得河以西的德国剩余领土，取代他们的新居民几乎全部都是波兰人，其中大部分都是从波兰东部割让给苏联的大片地区迁来，他们绝大部分都是天主教徒。
格但斯克的人口为487,371人（2024年），為波兰各大城市的第六位，次于华沙、罗兹、克拉科夫、弗罗茨瓦夫和波兹南，而高于什切青。
至于包括索波特、格丁尼亚在内的大格但斯克都市区或「三联市」（Tricity）地区，根据2005年的统计数据，人口达到866,165人，是波兰的第四大都市区，次于上西里西亚（2,540,503人）、华沙（2,255,708人）和罗兹（979,049人），而略高于克拉科夫（801,053人）。
第二次世界大战以前，但泽曾聚集了一批犹太人居民，以经商为主。他们在这座国际性港口城市曾活跃了数百年之久，对格但斯克、乃至整个波兰的经济、文化、政治和历史产生过深远的影响。纳粹收復该市以后，他们一部分逃亡，其余大部分在集中营中死亡。战后，犹太民族基本上已在格但斯克消失。

### 宗教
格但斯克居民中绝大多数为罗马天主教教徒。天主教格但斯克总教区升格于1992年，在该市设有许多本堂区，例如圣母圣天堂区、圣布里奇特堂区、圣尼古拉堂区、琴斯托霍瓦圣母堂区、基督君王堂区和基督救主堂区等。
在格但斯克还有其他类型的天主教会：东仪天主教会，有圣巴托罗缪与圣母堂区；波兰共和国波兰人天主教会（Kościół Polskokatolicki w RP），拥有基督圣体堂区。
波兰东正教会在格但斯克拥有圣尼古拉教堂。
在格但斯克存在着多个新教的宗派，包括卫理公会、波兰五旬节会（设有新生命教会）、基督徒自由教会、浸信会（第一浸信会堂、第二浸信会堂）、基督教福音教会（大卫的军队）。
此外，伊斯兰教、犹太教和耶和华见证人在格但斯克都拥有自己的宗教场所。
值得注意的是，生活在但澤的猶太人在1923年11月1日時只有2500人擁有但澤的城市居民身份。
| 年份          | 信義宗  | 信義宗 | 天主教  | 天主教 | 猶太教 | 猶太教 | 其他   | 其他 |
| ------------- | ------- | ------ | ------- | ------ | ------ | ------ | ------ | ---- |
| 年份          | 人口    | %      | 人口    | %      | 人口   | %      | 人口   | %    |
| 1821          | 39,343  | 71.0   | 13,137  | 23.7   | 2,288  | 4.1    |        |      |
| 1852          | 43,957  | 71.7   | 14,410  | 23.5   | 2,550  | 4.2    |        |      |
| 1871          | 62,015  | 70.5   | 23,428  | 26.6   | 1,625  | 1.8    |        |      |
| 1890          | 80,723  | 67.1   | 35,851  | 29.8   | 2,535  | 2.1    |        |      |
| 1910          | 110,253 | 64.7   | 55,513  | 32.6   | 2,390  | 1.4    |        |      |
| 1910年12月1日 | 207,324 |        | 112,692 |        | 2,717  |        | 7,519  |      |
| 1923年11月1日 | 218,137 |        | 130,174 |        | 7,282  |        | 11,137 |      |
| 1924年8月31日 | 222,818 |        | 140,797 |        | 9,239  |        | 11,141 |      |

## 经济

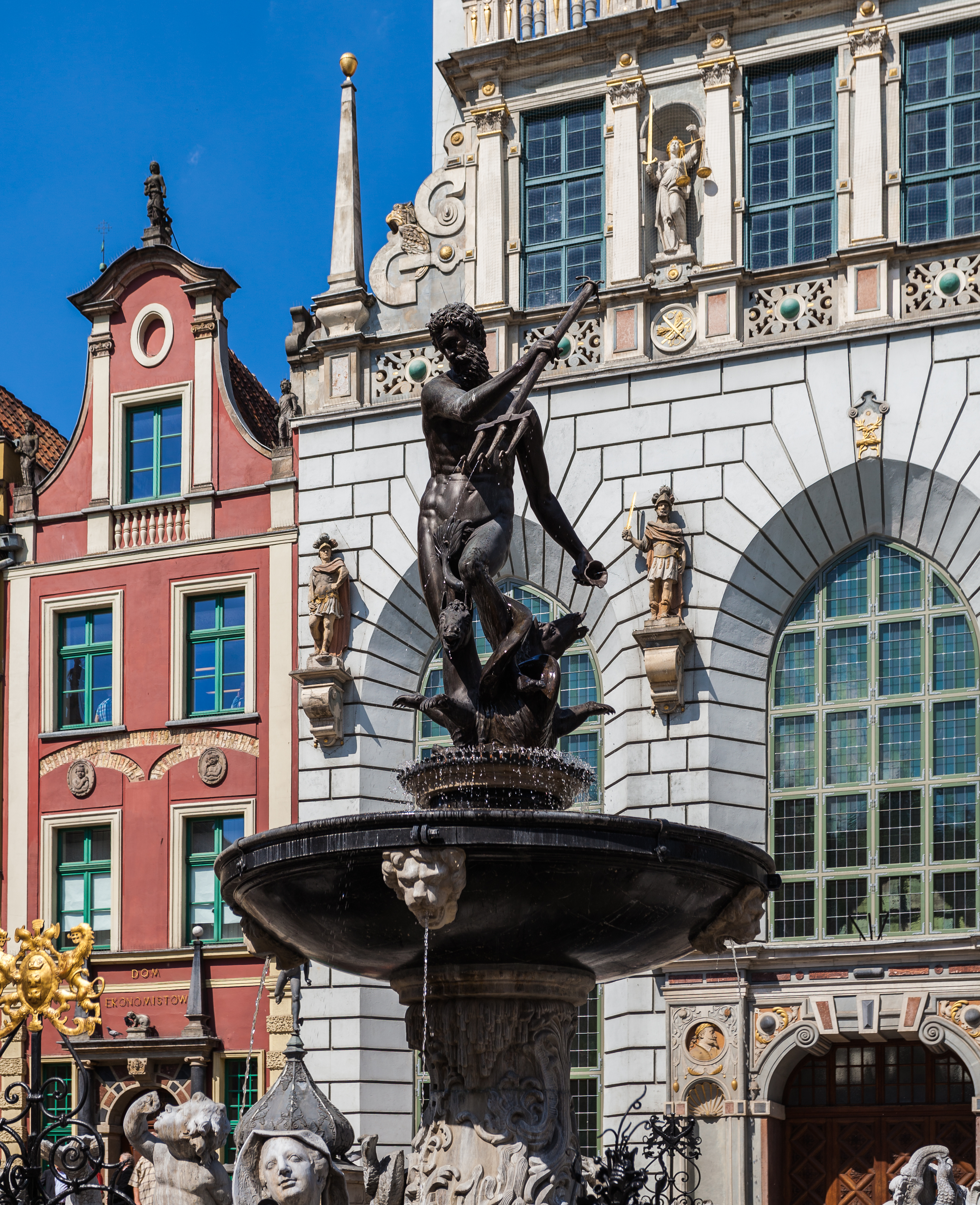
位于格但斯克老城的海神波塞冬雕像

今天的格但斯克，仍是一个重要的港口、贸易和工业城市，对于波兰全国的经济发展具有举足轻重的地位。

### 航运与贸易
航运与贸易始终是这座城市赖以生存与发展的根基。格但斯克位于维斯瓦河入海口的三角洲地区，通过维斯瓦河方便的内河水运可以方便地到达波兰60%的地区，腹地比其他任何波罗的海港口都更为宽广，这样有利的区位条件使得格但斯克很早就发展成为欧洲最繁荣的航运业和国际贸易中心之一。
同时，作为前汉萨同盟的重要成员，该市与其他前汉萨同盟城市，也保持着密切的经济联系。格但斯克正在利用与上述地区的传统联系，试图重新成为中欧、东欧国家与北欧、西欧之间进行贸易的一个主要基地。

### 工业
格但斯克的工业自从工业革命以来，早已形成相当的基础，主要的工业部门有造船、炼油、化学（磷肥、颜料、油漆）和食品加工，其中造船业尤其具有重要地位，是欧洲最重要的造船业中心之一。格但斯克原列宁造船厂是波兰规模最大的造船企业，拥有全国50％的造船能力。同时，诸如电子、通信、IT工程、化妆品和制药等新兴产业也正处于上升状态。
琥珀加工业对当地经济来说同样非常重要。波兰北部盛产波罗的海琥珀，是世界琥珀储量最丰富的国家之一。格但斯克则是琥珀加工作坊的主要集中地和世界上最大的琥珀集散地。

## 建筑

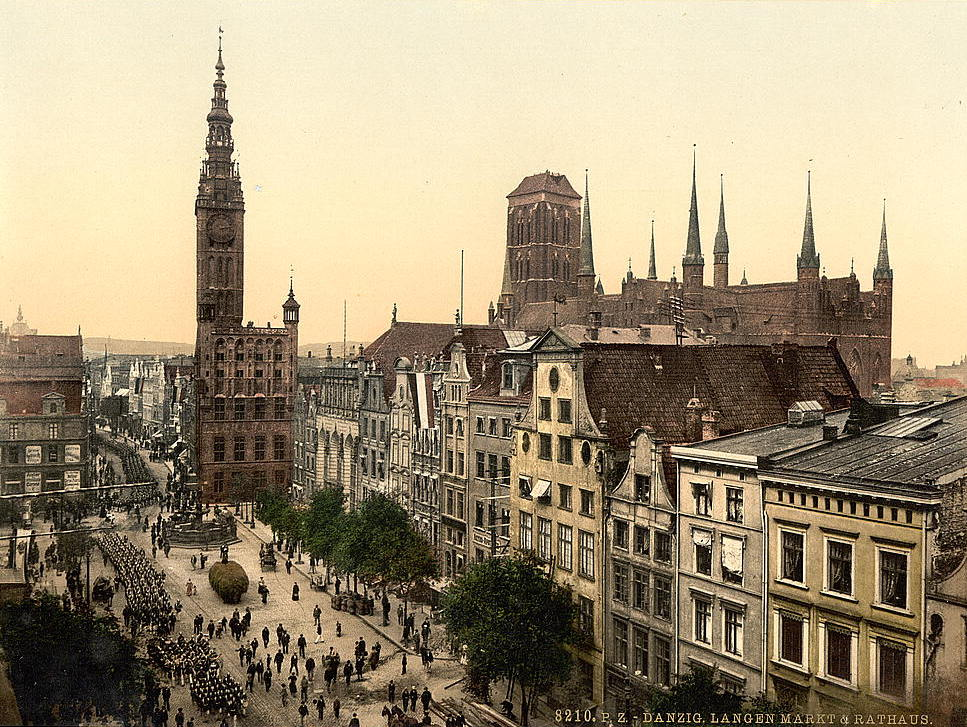
1895年的但泽长广场

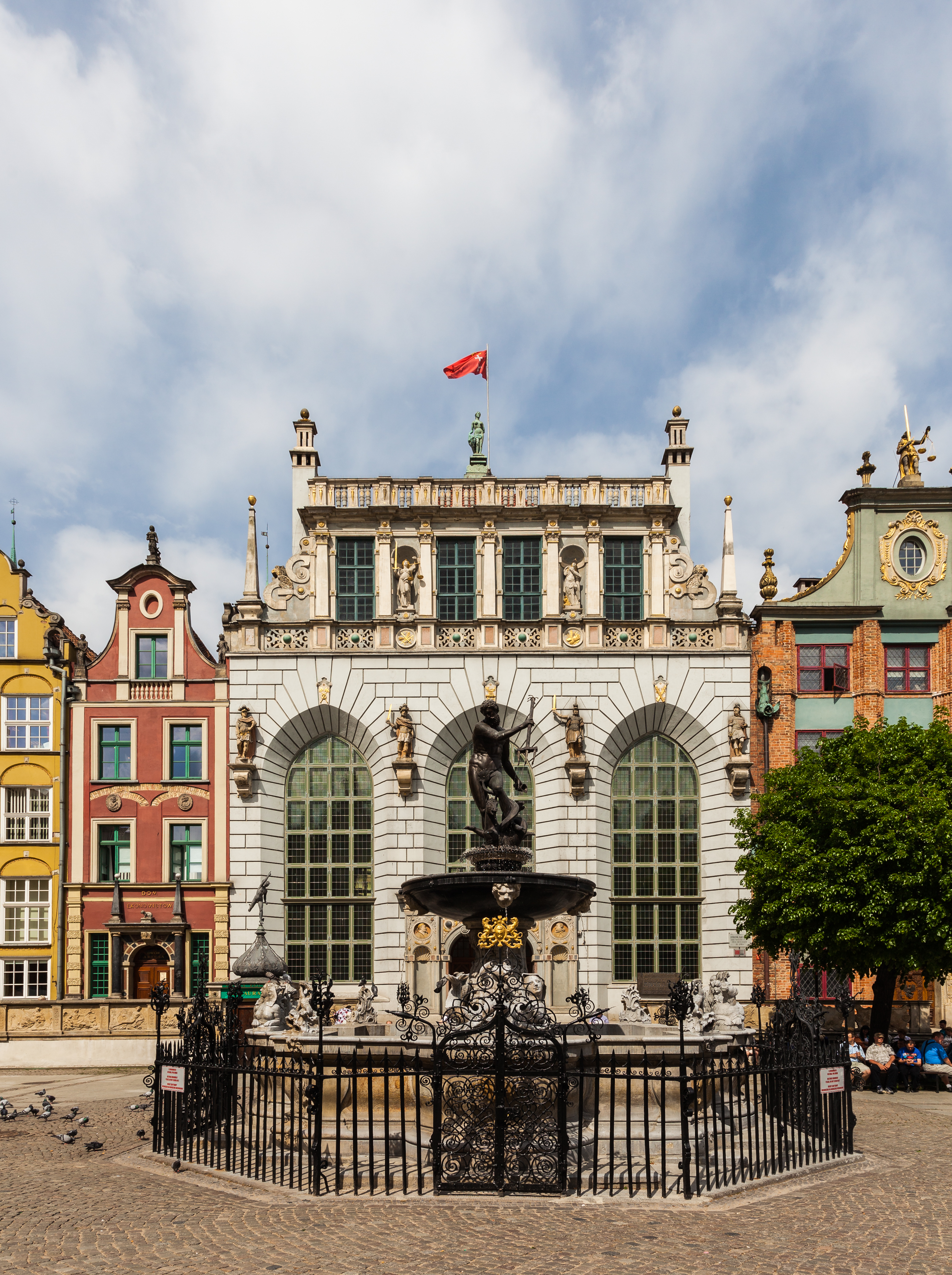
亚瑟庭院

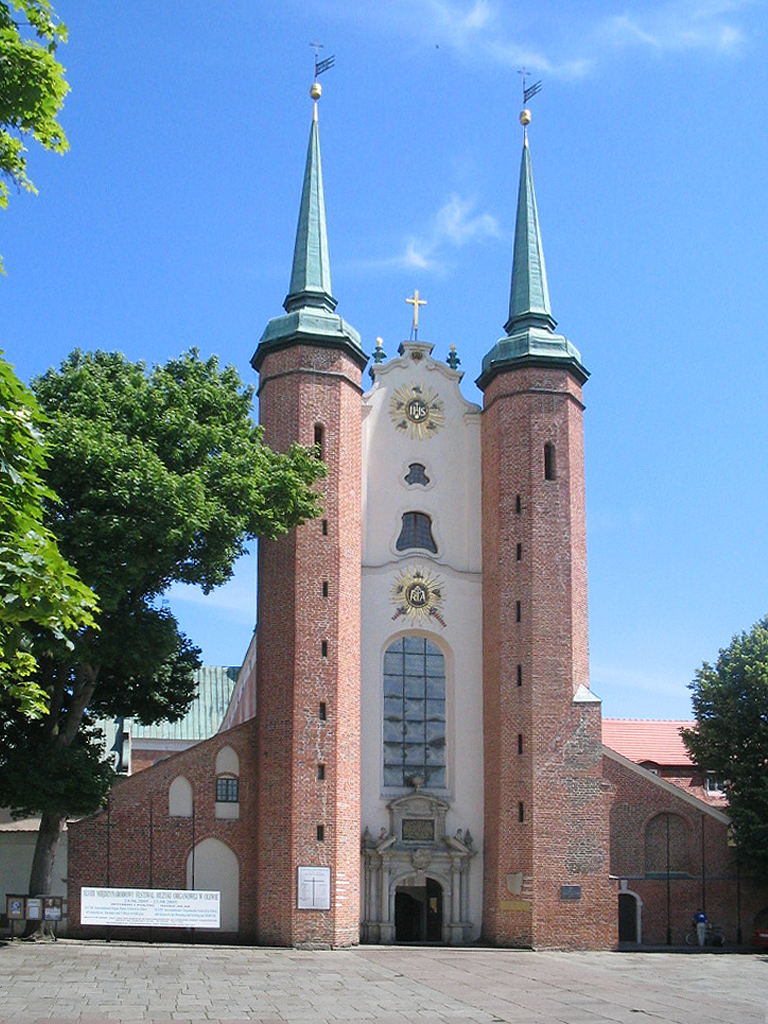
奥利瓦主教座堂

从汉萨同盟时代以来，格但斯克是波兰最具历史意义的艺术城市之一，拥有不少文艺复兴和巴洛克风格的优秀建筑。但是事实上，目前几乎整个市中心都是在二次大战后重建的。在第二次世界大战末期，格但斯克城市的55%被苏联军队摧毁，而最具价值的市中心区建筑和街区被毁达到80%。
格但斯克的历史街区包括格但斯克主城区和老城区、韦斯特普拉特和奥利瓦。

### 主城
格但斯克最重要的历史建筑都集中在在格但斯克主城（Główne Miasto）。大多数游客的注意力集中在沿着或邻近长街和长广场（Dlugi Targ）的地区，所谓的长街并不长，只是从金门（Zlota Brama，西面不远处还有高地门，Brama Wyzynna）到绿门（Zielona Brama）短短的一段，但过去是波兰国王巡幸的“皇家之路”，沿街有许多精美的建筑和雕塑，以及艺术品和珠宝商店，是每一个来到格但斯克的游客不会错过的观光目的地。沿街主要的景点有：监狱塔、金屋、市政厅、亚瑟庭院等。
该市最大的教堂，圣母升天圣殿共主教座堂 (圣玛利亚教堂)也位于主城，兴建于15世纪，是世界最大的砖砌教堂之一。

### 老城
在格但斯克老城（Stare Miasto），有著名的大磨坊和格但斯克最古老的教堂格但斯克圣凯瑟琳教堂。

### 其他
在格但斯克造船厂的展览厅，开辟了有关团结工会“自由之路”的内容丰富的展览，成为格但斯克用来吸引游客的新的热点。此外，该市的景点还有西盘半岛，以及奥利瓦区，在那里有著名的奥利瓦主教座堂，是罗马天主教格但斯克总主教的驻地，以华丽的管风琴和巴洛克式的装饰闻名。

## 交通

### 格但斯克港
格但斯克是一个围绕港口形成并发展起来的城市，港口也是该市生存与繁荣的命脉所在。格但斯克港是波兰第一大港口，也是波罗的海沿岸最大的港口之一。港口年吞吐量达23,300万吨（2004年）。出口物资以煤、粮食、化肥、木材、钢铁为大宗；大宗进口物品有石油、铁矿石、磷矿等。
作为一个河口港，格但斯克港分为两大部分：
- 内港：包括维斯瓦河河口，以及港口运河和卡舒比运河。
- 外港（又名北港）：直接位于格但斯克湾南岸。

格但斯克港设有自由贸易区。

### 陆路和航空
此外，格但斯克也有方便的陆路和航空交通。格但斯克在19世纪已经建成了密集的铁路網，其中意义最为重大的有5条：与海岸线平行向西通往什切青；向西南方直通德国首都柏林；向正南方经过比得哥什通往西里西亚工业区；向东南方通往波兰首都华沙；向东通往原德国东普鲁士首府、现在俄罗斯的重要海军基地加里宁格勒。主要車站包括格但斯克火車總站。
格但斯克也是欧洲高速公路网的一个重要枢纽。E28欧洲高速公路、E75欧洲高速公路和E77欧洲高速公路在此交汇。波兰的1号国道以此为起点，与7号国道和S6高速公路在此交汇。
格但斯克地区的主要机场是格但斯克莱赫·瓦文萨机场，以著名工人运动领袖、前波兰总统瓦文萨命名。

## 体育
格但斯克和三联市地区有许多非常受欢迎的职业运动俱乐部。业余体育活动在数以千计的格但斯克市民和各级学校（小学、中学、大学）中都广泛开展。
在职业运动俱乐部中，水平较高的有：列治亚（Lechia）男子足球俱乐部（参加2008/2009赛季波兰足球甲级联赛）、列治亚橄榄球俱乐部、格但斯克（Gedania）女子排球俱乐部（参加2006/2007赛季女排联赛）、女子手球俱乐部、男子手球俱乐部、男子冰球俱乐部、摩托车赛车俱乐部。以上这些运动队都曾在波兰全国比赛中取得过较好成绩。
波兰获得了2012年欧洲足球锦标赛承办权，格但斯克是4个主办城市之一，将承办小组赛和四分之一决赛。2008年12月15日，开工修建能容纳4.4万名观众的波罗的海体育场。
格但斯克还是欧洲自行车9号路线的起点，然后穿过波兰、捷克、奥地利和斯洛文尼亚，终点是亚得里亚海滨克罗地亚的普拉。

## 文化
格但斯克是波兰北部最大的文化中心。拥有数家剧院、7座电影院、波罗的海爱乐音乐厅、波罗的海歌剧院。在格但斯克拥有众多的博物馆，记录这座城市的过去，吸引了许多游客。在格但斯克托伦斯卡街国家博物馆的分馆里，有一幅汉斯·梅姆林的画作《最后的审判》. 该市在过去拥有许多活跃的文化社团。例如在1743年成立了但泽研究学会，是世界上最早的同类组织之一。在16世纪，该市就主办了莎士比亚戏剧的巡回演出。现在，莎士比亚剧院已经计划在其历史遗址重建。为了提高城市的声望，该市增加了各种各样的节日和活动，从格但斯克莎士比亚戏剧节，到圣多明我集市，以及幽默艺术节。夏季，在长广场还有露天音乐会演出。

### 教育

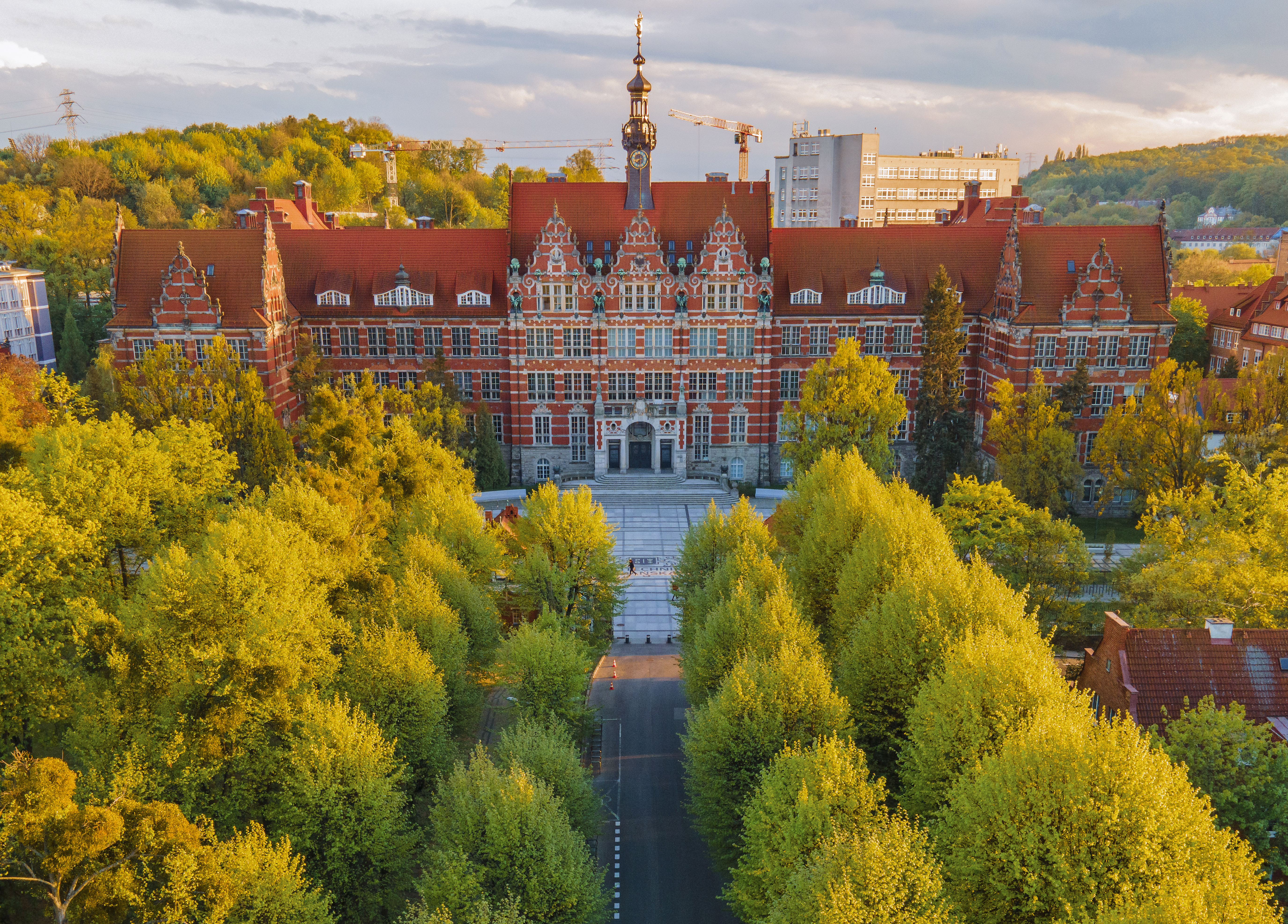
格但斯克工业大学

格但斯克是波兰重要的高等教育和学术中心之一，共有14所高等院校，2001年在校学生的总数达到60,436人，当年毕业学生10,439人。下列是该市主要的高等院校：
- 格但斯克工业大学（Politechnika Gdańska）：波兰最古老的理工大学，成立于1904年10月6日。
- 格但斯克大学（Uniwersytet Gdański）：成立于1970年3月20日，由索波特财经学院和格但斯克师范学院合并成立。
- 格但斯克医学院（Akademia Medyczna）：波兰第一所独立的医学院，1945年成立。
- 格但斯克体育学院（Akademia Wychowania Fizycznego im. Jędrzeja Śniadeckiego），设在奥利瓦区。
- 斯坦尼斯莫纽什科音乐学院（Akademia Muzyczna im. Stanisława Moniuszki），成立于1947年。
- 格但斯克美术学院（Akademia Sztuk Pięknych），1945年成立。

### 科学与区域组织
作为波罗的海沿岸的重要城市，格但斯克的海洋研究机构有相当的声誉和实力。其中最广为人知的两个机构是格但斯克科学学会和波罗的海学会，后者于1925年创立于托伦，后迁到格但斯克。

## 友好城市
格但斯克拥有以下友好城市：
| - 哈萨克斯坦阿斯塔納 - 西班牙巴塞罗那 - 德国不来梅 - 美国克利夫兰 - 丹麦赫尔辛格 - 俄罗斯加里宁格勒 - 瑞典卡尔马 - 法国马赛 - 中华人民共和国上海 - 義大利巴勒摩 |  | - 法国尼斯 - 乌克兰敖德萨 - 荷兰鹿特丹 - 法国鲁昂 - 英格兰塞夫顿 - 俄罗斯圣彼得堡 - 芬兰图尔库 - 立陶宛维尔纽斯 - 德國柏林 |

## 名人
- 海因茨·威廉·古德里安： 德国军事家。
- 叔本华： 德国哲学家。
- 君特·格拉斯： 德国作家，著有但澤三部曲－－《铁皮鼓》、《貓與老鼠》、《狗年月》。
- 列赫·華勒沙： 波蘭政治家，團結工聯發起人，1983年諾貝爾和平獎得主，前波蘭總統。

## 事件
- 人类历史上最惨烈的海难事件：1945年1月20日，25893吨位的德国邮船“威廉古斯特洛夫号”在但泽灣受到苏联S-13潜艇的鱼雷攻击，9300人死亡。
- 1980年8月，在格但斯克列宁造船厂诞生了社会主义国家第一个独立于共产党的权力中心——团结工会。
- 2005年9月4日，德国驻格但斯克总领事乌特·明克－柯尼希与其丈夫在该市街头遇袭受伤。

### 引用
1. 1 2  , Główny Urząd Statystyczny, 2024-07-22, （原始内容存档于2024-12-04） （波兰语）
2. ↑  .   [2024-04-07]. （原始内容存档于2024-09-15）.
3. ↑  Hubert Gurnowicz. . Nazwy miast Pomorza Gdańskiego (Ossolineum, Wrocław). 1978 （波兰语）.
4. ↑  Kazimierz Rymut. . Nazwy Miast Polski (Ossolineum, Wrocław). 1987 （波兰语）.
5. ↑  . Karl Baedeker Publishing , Leipzig. 1904 （英语）.
6. ↑  .   [2007-01-29]. （原始内容存档于2017-01-13） （英语）.
7. ↑  .   [2007-01-29] （英语）.[永久]
8. ↑  Geschichte Danzigs, Danzig Museum  （页面存档备份，存于）
9. ↑  Antoni Walewski: Geschichte der hl. Ligue und Leopolds I. vom Umschwung im ...  （页面存档备份，存于）
10. ↑  . : 524 （英语）.
11. ↑  .   [2007-01-31]. （原始内容存档于2005-08-24） （波兰语）.
12. ↑  . Polska w liczbach.   [2025-04-08]. （原始内容存档于2025-05-13） （波兰语）.
13. ↑  .   [2009-02-20]. （原始内容存档于2008-12-26） （英语）.
14. ↑  Für 1821, 1831, 1852, 1861, 1871, 1890, 1900, 1910: Leszek Belzyt: Sprachliche Minderheiten im preußischen Staat 1815–1914. Marburg 1998. S.95; 
 für 1880 und 1929; http://www.geschichte-on-demand.de/dan_danzig.html （页面存档备份，存于） 
 für 31. Dez. 2005; Główny Urząd Statystyczny; http://www.stat.gov.pl/dane_spol-gosp/ludnosc/stan_struk_teryt/2005/31_12/tablica8.xls
15. ↑  杨友孙. . 江西财经大学学报. 2006, (01): 42–44  [2022-03-04]. ISSN 1008-2972. （原始内容存档于2022-03-04）.
16. ↑  Leszek Belzyt: 1815–1914年普魯士王國的語言少數民族.馬爾堡 1998. S. 95
17. ↑  1926年的國家手冊
18. ↑  .   [2023-10-31]. （原始内容存档于2023-09-23） （波兰语）.
19. ↑  .   [2023-10-31]. （原始内容存档于2024-01-13） （波兰语）.
20. ↑  .   [2023-10-31]. （原始内容存档于2023-09-30） （波兰语）.
21. ↑  .   [2023-10-31]. （原始内容存档于2023-09-23） （波兰语）.
22. ↑   （波兰语）. 外部链接存在于|title= (帮助)
23. ↑  鄂希特，薩繆爾: 在但澤的猶太人的歷史, 勞騰貝格出版社, 東弗裡斯蘭 1972.
24. ↑  .   [2023-10-31]. （原始内容存档于2023-10-31） （波兰语）.
25. ↑  . © 2009 Urząd Miejski w Gdańsku.   [2009-02-19]. （原始内容存档于2019-05-16） （英语）.

### 论文
- 杨友孙. . 江西财经大学学报. 2006, (01): 42–44  [2022-03-04]. ISSN 1008-2972. （原始内容存档于2022-03-04）.